# Albigny-sur-Saône
Albigny-sur-Saône est une commune française située dans la métropole de Lyon, en région Auvergne-Rhône-Alpes.

## Géographie

### Situation
Albigny-sur-Saône est située sur la rive droite de la Saône, à l'extrémité nord-est des monts d'Or lyonnais, point où la Saône, quittant la plaine de Trévoux, entre dans un goulet formé par un resserrement entre les monts d'Or et le plateau de Dombes, et qu'elle suivra jusqu'à Lyon.
Albigny-sur-Saône est à 15 kilomètres au nord de Lyon-centre et à 10 kilomètres du quartier de Vaise.

### Communes limitrophes
Les communes limitrophes sont Couzon-au-Mont-d'Or, Curis-au-Mont-d'Or, Fleurieu-sur-Saône et Neuville-sur-Saône.
Sur la rive droite de la Saône :
- Couzon-au-Mont-d'Or
- Curis-au-Mont-d'Or

Sur la rive gauche :
- Neuville-sur-Saône
- Fleurieu-sur-Saône

D'Albigny on ne peut joindre Fleurieu que par l'un des deux ponts sur la Saône (Neuville ou Couzon), donc en passant par l'une ou l'autre de ces communes.
| Curis-au-Mont-d'Or |                     | Neuville-sur-Saône |
|                    | Albigny-sur-Saône   | Fleurieu-sur-Saône |
|                    | Couzon-au-Mont-d'Or |                    |

### Quartiers et lieux-dits
Le cœur de la commune, dit le Bourg, où se trouvent l'église et quelques commerces, est situé légèrement en retrait de la Saône, traditionnellement crainte pour ses inondations. Il se prolonge à l'ouest par la Montagne, où se trouve le château. Le bord de Saône est étroit, et ne s'élargit qu'au sud, dans le quartier nommé pour ce motif la Plaine. Sur la Saône même, deux îles appartiennent à la commune, dont seule la plus grande, l'île du Rontant, est reliée à la rive par une passerelle, et est aménagée en lieu de promenade.
Au nord, le quartier de Villevert est stratégiquement placé face au pont sur la Saône qui relie la commune à Neuville-sur-Saône, au croisement de la route de Villefranche par le bord de Saône et de la route qui monte vers l'intérieur des Monts d'Or (Curis, Poleymieux).
La mairie a été installée au XXe siècle à mi-chemin entre le Bourg et Villevert, sur la petite route reliant ces quartiers par l'intérieur.

### Relief

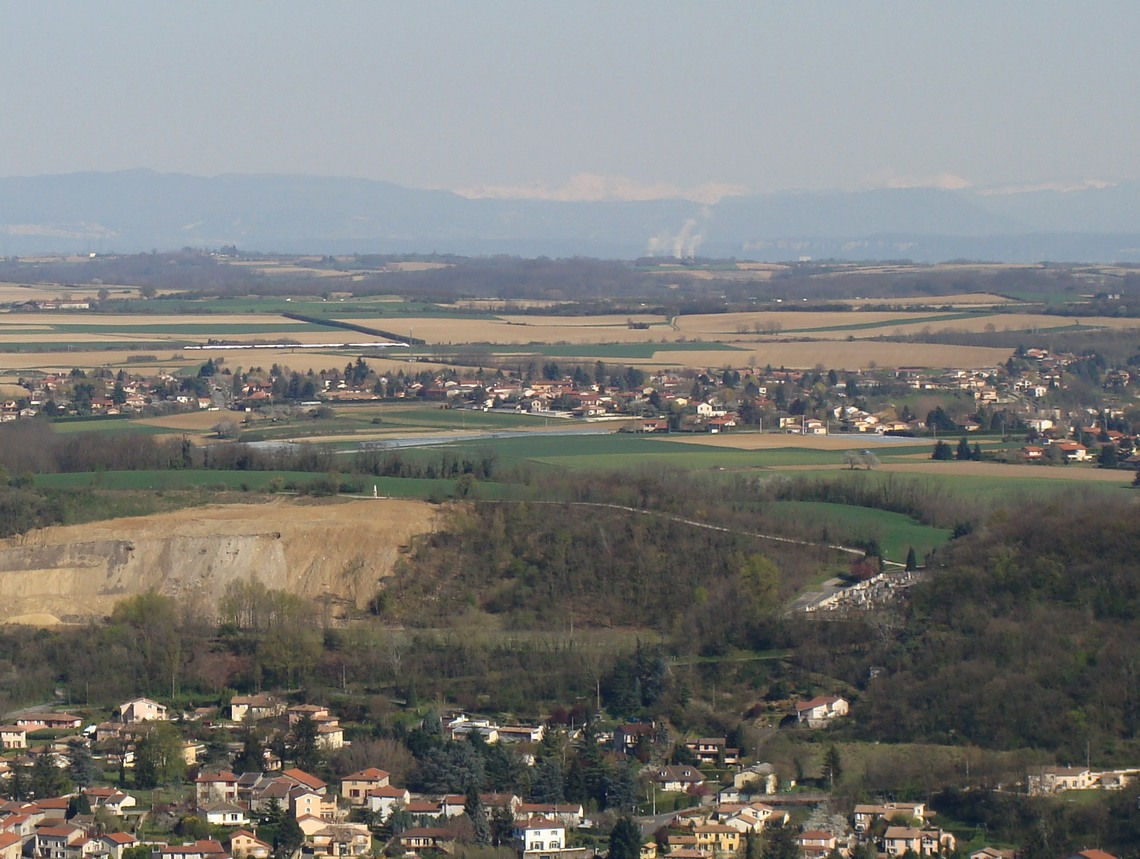
La vue depuis le crêt d'Albigny.

La commune occupe le flanc oriental d'une ligne collinaire qui prolonge vers le nord le mont Thou, en s'abaissant jusqu'à son contact avec la Saône à la pointe nord de la commune (Villevert). Son point culminant est le Crêt d'Albigny, à 423 mètres d'altitude, qui offre une vue exceptionnelle vers l'est sur la plateau de Dombes, et au-delà les monts du Bugey, l'Île Crémieu et, par beau temps, la chaîne de Belledonne au sud-est et le mont Blanc à l'est.

### Hydrographie

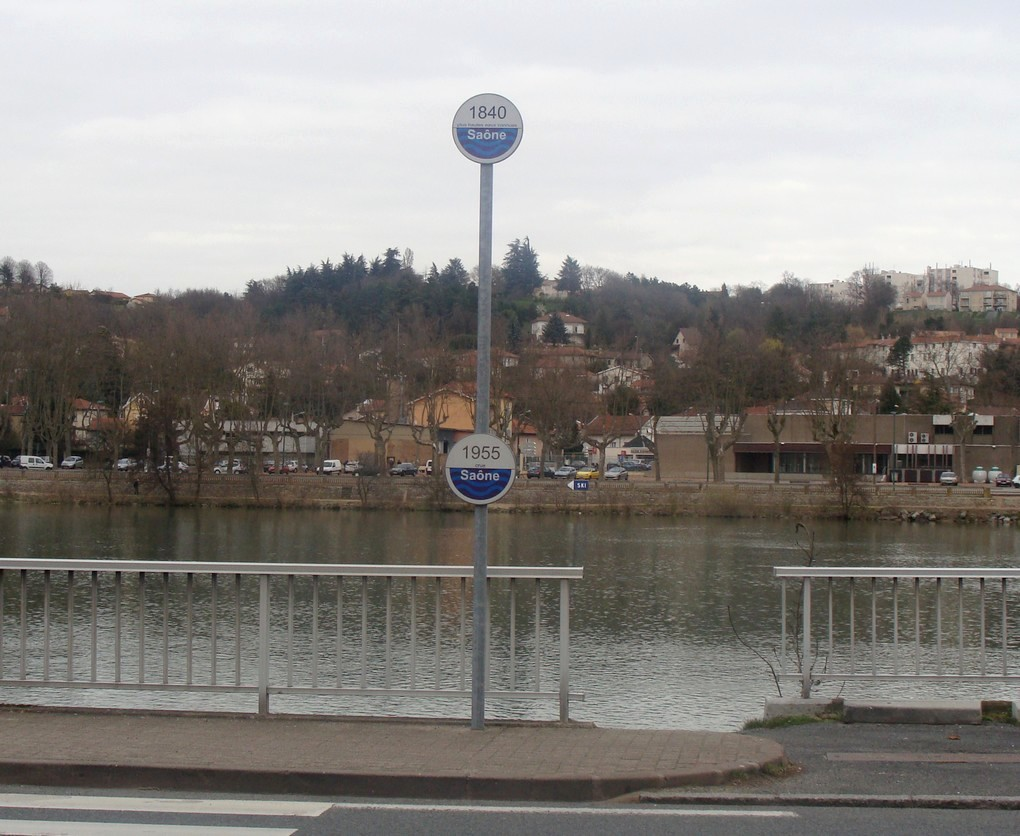
Balise indiquant la hauteur de deux crues remarquables de la Saône, à Villevert.

La commune est bordée à l'est par la Saône. Elle a subi la plus importante de ses crues en 1840. Malgré la régulation de la rivière par de nombreux barrages construits au XIXe siècle, dont en 1877 celui de Couzon-au-Mont-d'Or, à guère plus d'un kilomètre en aval, le quartier de la Plaine a encore subi d'importantes inondations en 1955, 1970, 1977, 1981 et 1983, obligeant l'évacuation des bâtiments de la maison de retraite.
Aucun autre cours d'eau notable n'arrose la commune.

### Climat
Pour des articles plus généraux, voir Climat d'Auvergne-Rhône-Alpes et Climat du Rhône.
En 2010, le climat de la commune est de type climat océanique altéré, selon une étude du Centre national de la recherche scientifique s'appuyant sur une série de données couvrant la période 1971-2000. En 2020, Météo-France publie une typologie des climats de la France métropolitaine dans laquelle la commune est dans une zone de transition entre le climat semi-continental et le climat de montagne et est dans la région climatique Bourgogne, vallée de la Saône, caractérisée par un bon ensoleillement (1 900 h/an), un été chaud (18,5 °C), un air sec au printemps et en été et des vents faibles.
Pour la période 1971-2000, la température annuelle moyenne est de 11,8 °C, avec une amplitude thermique annuelle de 18,1 °C. Le cumul annuel moyen de précipitations est de 822 mm, avec 9,1 jours de précipitations en janvier et 6,6 jours en juillet. Pour la période 1991-2020, la température moyenne annuelle observée sur la station météorologique de Météo-France la plus proche, « Lyon-Bron », sur la commune de Bron à 15 km à vol d'oiseau, est de 13,0 °C et le cumul annuel moyen de précipitations est de 820,8 mm,. Pour l'avenir, les paramètres climatiques de la commune estimés pour 2050 selon différents scénarios d'émission de gaz à effet de serre sont consultables sur un site dédié publié par Météo-France en novembre 2022.

### Voies de communication et transports

#### Desserte routière
La commune est traversée du nord au sud par la route départementale 51, qui relie Anse à Lyon-Vaise. C'est un axe de circulation très chargé. Des aménagements de sécurité ont été installés à la hauteur du bourg, mais le rond-point situé à l'extrémité du pont de Neuville est constamment encombré. Cette route porte successivement les noms de quai de Villevert jusqu'au pont, puis quai du Général-de-Gaulle jusqu'au rond-point à proximité de la maison de retraite, et enfin avenue Henri-Barbusse jusqu'à l'entrée de Couzon.
Face au pont de Neuville, la rue de la gare (D 73) part en direction du sud-ouest vers Curis et Poleymieux-au-Mont-d'Or. Une route secondaire relie le bourg à Curis par la colline.

#### Transports ferroviaires

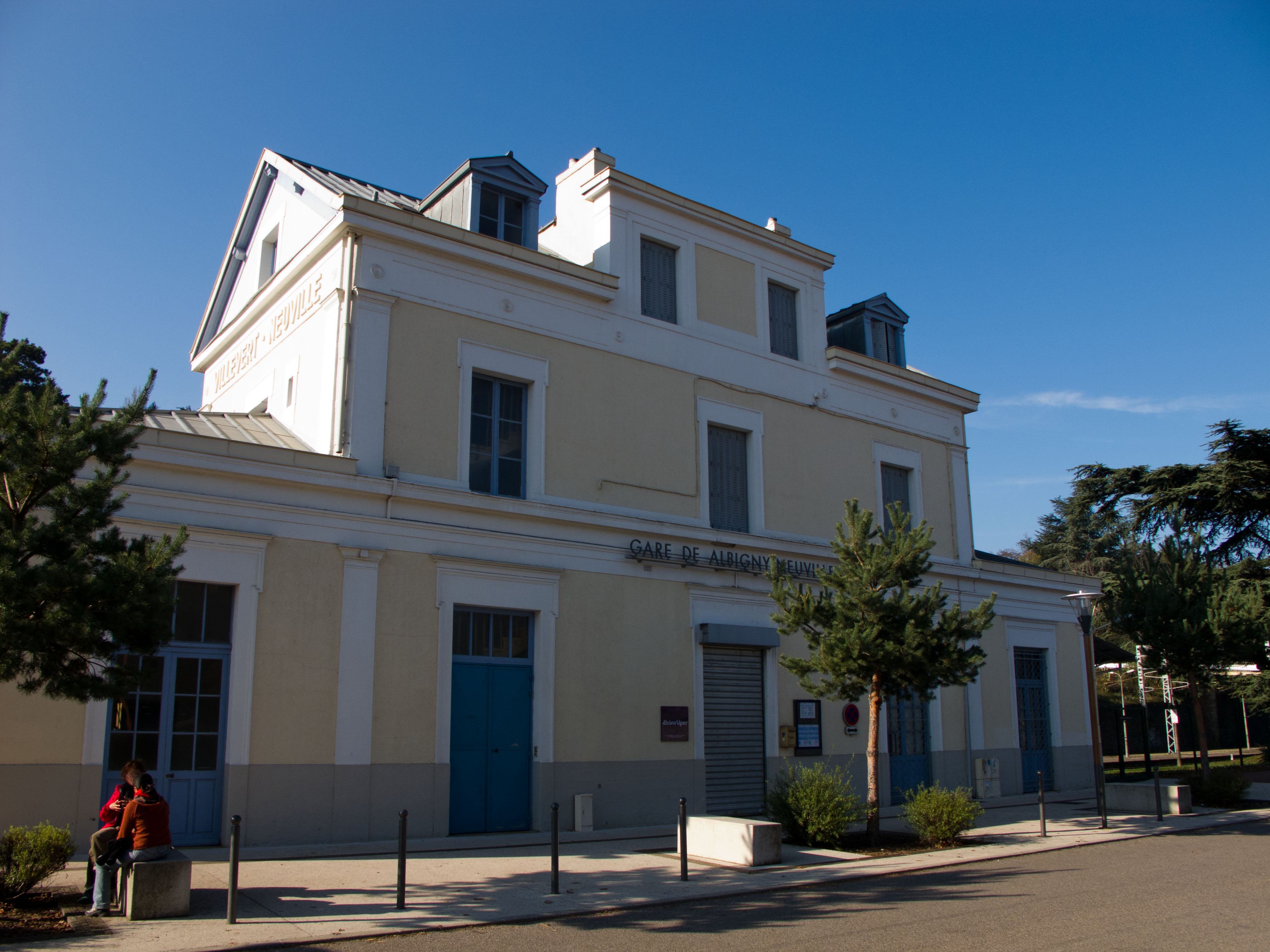
La gare d'Albigny-Neuville.

La commune abrite la gare d'Albigny-Neuville permettant d'assurer une desserte de type banlieue avec 30 services quotidiens dans chaque sens, cadencée depuis le 9 décembre 2007, et qui relie la commune à Vienne, via la gare de Lyon-Perrache et Mâcon, via Villefranche-sur-Saône, toutes les heures et à la demi-heure en période de pointe, et les gares de Lyon-Part-Dieu et la ville de Roanne.
L'ancienne halte d'Albigny, située près de la maison départementale de retraite, est aujourd'hui fermée. Pour les habitants du sud de la commune, la gare la plus proche est désormais la gare de Couzon-au-Mont-d'Or.

#### Transports en commun routiers
Plusieurs lignes de bus du réseau TCL desservent Albigny-sur-Saône :
- la ligne 43, qui traverse la commune du nord au sud en reliant la gare de Vaise à Genay par Neuville-sur-Saône et la rive droite de la Saône ;
- la ligne 84, qui relie la gare de Vaise à Neuville-sur-Saône par Poleymieux-au-Mont-d'Or et dessert le nord de la commune ;
- les lignes 92 (Neuville - Quincieux), 96 (Neuville - Saint-Germain-au-Mont-d'Or) et 97 (Montanay - Neuville-sur-Saône - Saint-Germain-au-Mont-d'Or), qui transitent toutes les trois par Villevert.

## Urbanisme

### Typologie
Au 1er janvier 2024, Albigny-sur-Saône est catégorisée ceinture urbaine, selon la nouvelle grille communale de densité à sept niveaux définie par l'Insee en 2022.
Elle appartient à l'unité urbaine de Lyon, une agglomération inter-départementale regroupant 123 communes, dont elle est une commune de la banlieue,,. Par ailleurs la commune fait partie de l'aire d'attraction de Lyon, dont elle est une commune de la couronne,. Cette aire, qui regroupe 397 communes, est catégorisée dans les aires de 700 000 habitants ou plus (hors Paris),.

### Occupation des sols
L'occupation des sols de la commune, telle qu'elle ressort de la base de données européenne d’occupation biophysique des sols Corine Land Cover (CLC), est marquée par l'importance des territoires artificialisés (51 % en 2018), une proportion identique à celle de 1990 (51 %). La répartition détaillée en 2018 est la suivante :
zones urbanisées (47,2 %), eaux continentales (19,3 %), zones agricoles hétérogènes (17 %), forêts (12,6 %), zones industrielles ou commerciales et réseaux de communication (3,9 %). L'évolution de l’occupation des sols de la commune et de ses infrastructures peut être observée sur les différentes représentations cartographiques du territoire : la carte de Cassini (XVIIIe siècle), la carte d'état-major (1820-1866) et les cartes ou photos aériennes de l'IGN pour la période actuelle (1950 à aujourd'hui).

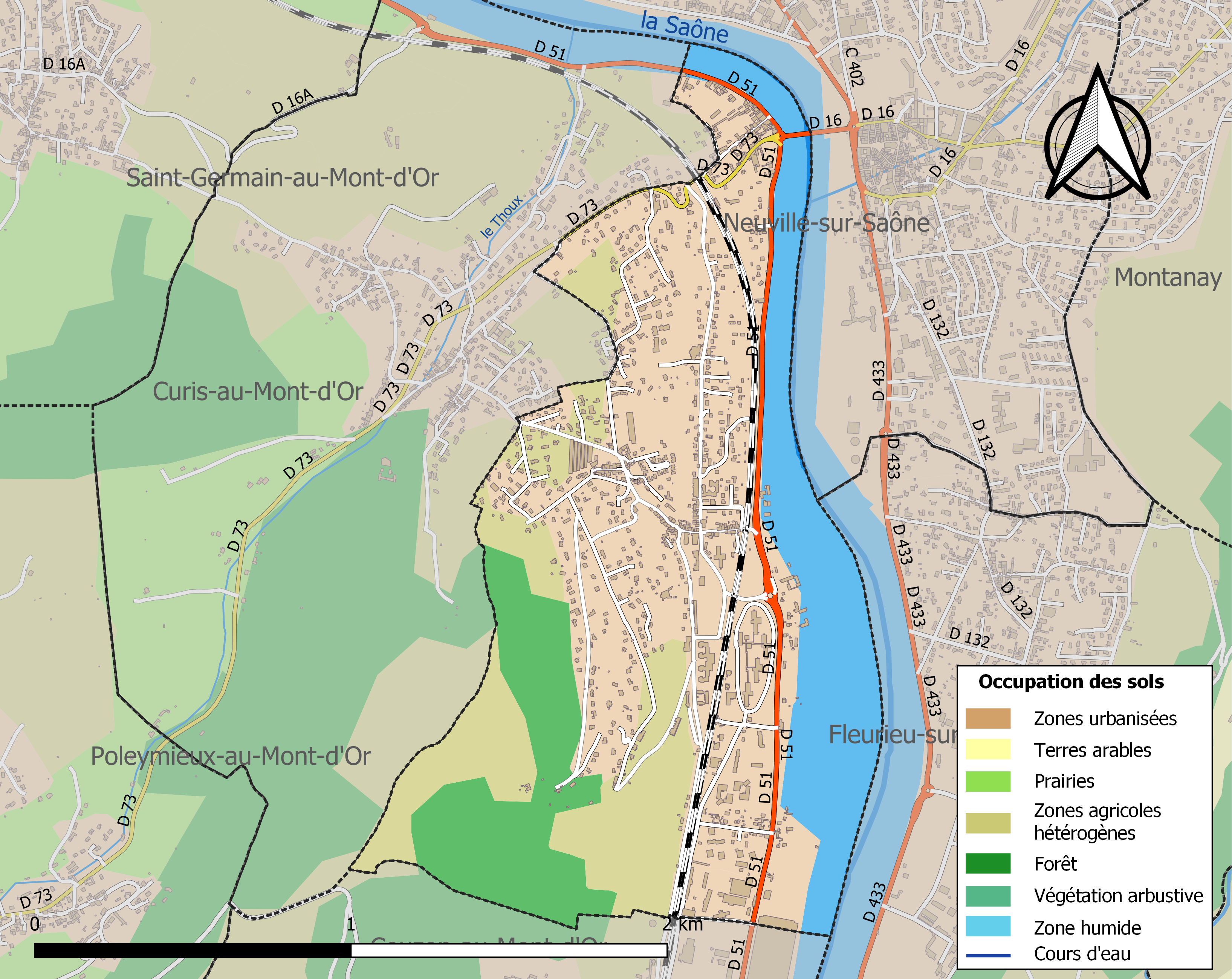
Carte des infrastructures et de l'occupation des sols de la commune en 2018 (CLC).

## Toponymie
Albigny est la francisation du latin Albiniacum, qui désignait la propriété d'un citoyen romain nommé Albinus. Une stèle à la gloire du général romain Clodius Albinus a été retrouvée à la fin du XVIe siècle enfouie dans la terre à Albigny mais celle-ci a été d'emblée considérée comme étant un faux par les historiens de l'époque,. On sait que Clodius Albinus, prétendant au titre d'empereur, fut vaincu à Lugdunum par Septime Sévère en l'an 197. Mais Clodius Albinus ne vécut pas à Lugdunum. Les historiens locaux estiment que le lieu aurait plus probablement été ainsi nommé dès la fin de la guerre des Gaules. Munatius Plancus avait en effet obtenu du Sénat l'autorisation de distribuer des terres autour de Lugdunum à des citoyens ; le nom Albinus était assez répandu parmi les Romains pour avoir pu être celui du bénéficiaire du site.
Albigny est devenu officiellement Albigny-sur-Saône en 1962, rejoignant la toponymie des communes voisines de la rive gauche (Neuville-sur-Saône, Fleurieu-sur-Saône, etc.), alors que la plupart des autres communes des Monts d'Or (8 sur 10) ont choisi le suffixe « au-Mont-d'Or ». L'appellation Albigny reste largement utilisée, aucune ambiguïté n'existant sur ce nom.

## Histoire

### Époque romaine
Le site d'Albigny, entre la Saône et le Mont Thou, lieu sacré des Ségusiaves, a très probablement été fréquenté plusieurs siècles avant notre ère. L'origine celtique des cabornes, cabanes en pierres sèches, nombreuses dans les parages, est toutefois douteuse.
Après la fondation de Lugdunum, vers 40 av. J.C., Munatius Plancus établit toute une série de postes de guet aux environs de la ville ; le verrou que constitue Albigny en bordure de la Saône est un site idéal pour une telle installation. Une nécropole gallo-romaine a été localisée sur le plateau des Avoraux. La voie romaine reliant Lugdunum à Mâcon traverserait ce territoire. En 20 av. J.C., l'un des aqueducs alimentant en eau la ville de Lugdunum est construit depuis Poleymieux jusqu'à Fourvière, en passant au-dessus du site d'Albigny. Les restes en sont visibles par endroits sur 1 350 mètres environ dans l'angle sud-ouest de la commune à la cote 305 aux lieux-dits les Traverses, Balaye, les Regards, les Grolles et les Combes.

### Gondebaud, le Burgonde

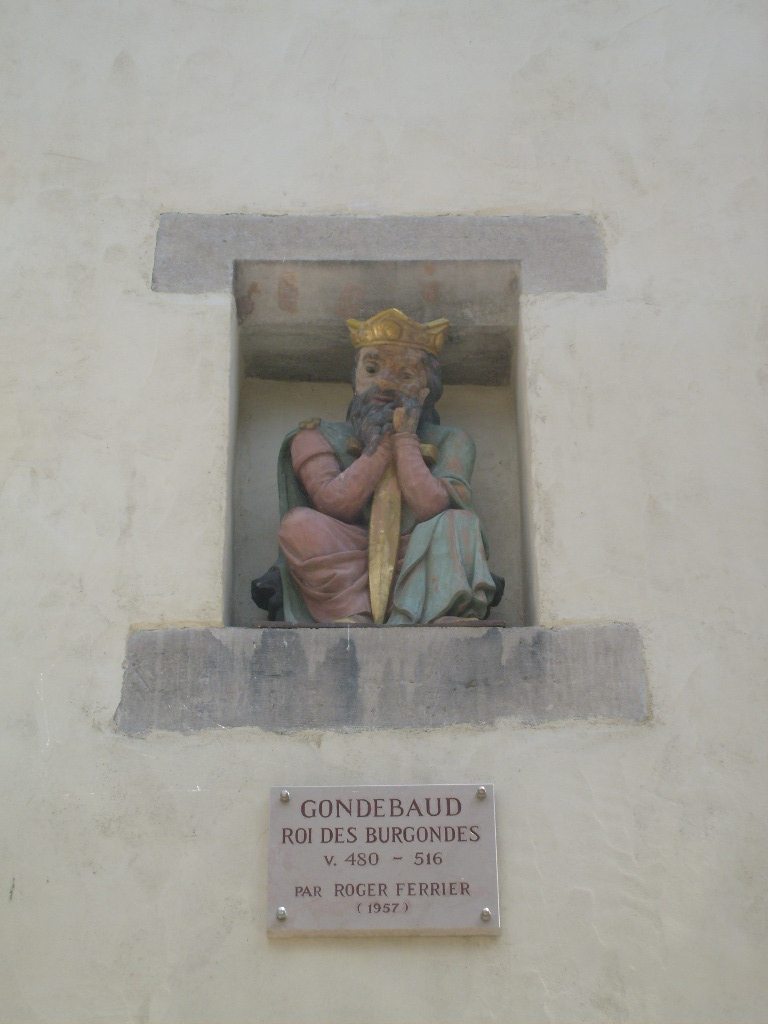
Gondebaud, roi des Burgondes.

Au Ve siècle, les Burgondes prennent possession de la région. Gondebaud réside parfois à Albigny. C'est là qu'il reçoit Avit, archevêque de Vienne, venu le convaincre de se convertir ; cet épisode est connu sous le nom de « Concile d'Albigny ». Par contre la tradition selon laquelle Clovis y aurait fait la connaissance de Clotilde, nièce de Gondebaud, n'est pas fondée : ce sont ses envoyés qui la remarquèrent, probablement à Genève qui est l'une des capitales de Gondebaud, et le mariage eut lieu en territoire franc.

### Moyen Âge
Dès 994, la chapelle d'Albiniaco est mentionnée dans la charte de Dénombrement des possessions de l'Église métropolitaine de Lyon.
Au Moyen Âge, le château qui date sous son aspect actuel de 1184 devient la propriété de la famille d'Albon, puis des chanoines-comtes de Lyon, qui y établissent un mansionnaire, le chanoine titulaire du château, noble par définition. En 1230, le château est reconstruit par Pierre Bérard, neveu de Renaud II. Albigny est épargnée en 1269, contrairement à sa voisine Couzon, pillée et incendiée. En 1336, Albigny bénéficie de franchises, notamment pour le marché de Villevert, qui concurrence celui de Vimy,, d'autant qu'un bac affermé par les chanoines-comtes permet de joindre les deux rives. En 1361, les Tard-Venus qui ravagent le Lyonnais évitent Albigny dont la défense est confiée à Humbert d'Albon en 1365.

### Renaissance
Au XVe siècle, la vigne recouvre de 30 à 40 % des parcelles agricoles du territoire. Au cours du même siècle on aménage des souterrains dans les Monts-d'Or qui servent de drains, en recueillant les eaux d'infiltration, et de réseau d'eau potable. On en trouve deux à Albigny formant un réseau en croix, l'un allant du château au lieu-dit Accueil qui croise sous l'actuelle place de Verdun celui qui court sous la montée du Chanoine Roullet et la rue Germain de la limite de la commune de Curis-au-Mont-d'Or jusqu'à l'église actuelle.
En 1554, un mansionnaire nommé Louis de Labarge fait apposer ses armoiries dans la salle principale du château ; elles deviendront plus tard les armes de la municipalité. Aux XVIIe et XVIIIe siècles, des demeures se construisent, dont une, nommée « l'Accueil », ou « Château Caillet », où sont des fresques de Daniel Sarrabat, aujourd'hui classées.

### Révolution française etXIXesiècle
À la Révolution le château, vendu comme « bien national », est acheté par un bourgeois de Lyon, puis revendu au maire Gandillon, qui le lègue à la commune. La municipalité y siègera de 1844 à 1906, date de la construction de la mairie actuelle. C'est seulement en 1848 qu'une église est construite, en bas du village, en remplacement de la chapelle du château, fermée depuis 1792. Achevée en 1864, restaurée en 1880 après un grave incendie, elle est toujours l'église paroissiale d'Albigny.
En 1852, la construction de la voie ferrée reliant Paris à Lyon trace une frontière à travers le territoire communal et sépare le bourg du bord de Saône. Avec deux gares sur le territoire de la commune, le chemin de fer va compromettre l'activité de la halte des coches d'eau à Villevert. L'établissement du barrage de Couzon en 1877, modifiant profondément le rivage de la Saône, ruinera le port d'Albigny.
En 1860 la commune construit, sur une propriété nommée la Mignonne, un dépôt de mendicité qui, devenu Maison départementale de retraite puis Centre de moyen et long séjour aujourd'hui, est le principal employeur de la commune.

### XXesiècleà aujourd'hui

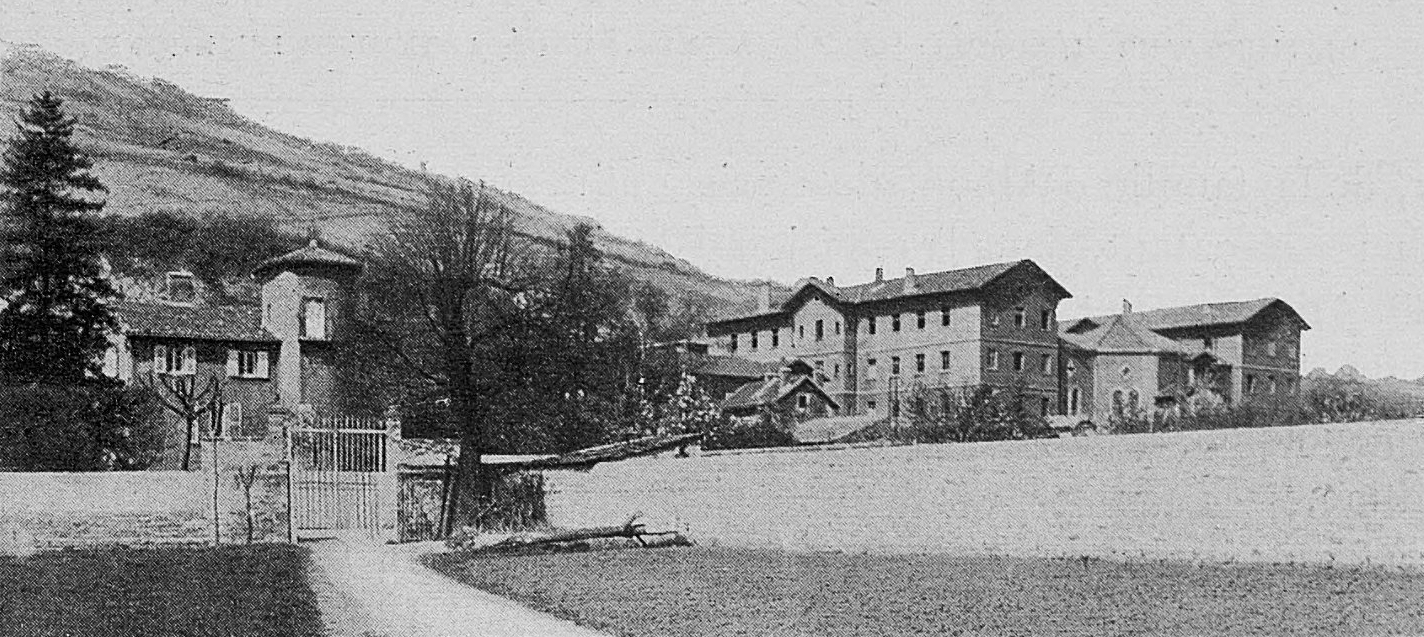
La maison départementale de retraite et le dépôt de mendicité au début du XXe siècle.

Le XXe siècle verra Albigny perdre progressivement sa vocation agricole pour devenir une commune résidentielle aux portes de la ville de Lyon.

## Politique et administration

### Administration territoriale
Albigny-sur-Saône fait partie de la métropole de Lyon depuis le 1er janvier 2015, dont elle représente 0,5 % du territoire.

### Tendances politiques et résultats
Politiquement, Albigny-sur-Saône est une commune de droite bien que le maire actuel n'affiche pas d'étiquette politique.
Au référendum sur le traité constitutionnel pour l’Europe du 29 mai 2005, les Albignolais ont majoritairement voté pour la Constitution européenne, avec 56,67 % de Oui contre 43,33 % de Non avec un taux d’abstention de 27,76 % (France entière : Non à 54,67 % - Oui à 45,33 %).
À l’élection présidentielle française de 2007, le premier tour a vu arriver en tête Nicolas Sarkozy avec 39,25 % soit 524 voix, suivi de Ségolène Royal avec 22,55 % soit 301 voix, puis de François Bayrou avec 18,28 % soit 244 voix, et enfin de Jean-Marie Le Pen avec 9,36 % soit 125 voix, aucun autre candidat ne dépassant le seuil des 5 %. Au second tour, les électeurs ont voté à 60,60 % soit 772 voix pour Nicolas Sarkozy contre 39,40 % soit 502 voix pour Ségolène Royal, résultat plus marqué en faveur du président élu que la moyenne nationale qui fut, au second tour, de 53,06 % pour Nicolas Sarkozy et 46,94 % pour Ségolène Royal. Pour cette élection présidentielle, le taux de participation a été très élevé. On compte 1 545 inscrits sur les listes électorales, 85,43 % soit 1 320 voix ont participé aux votes, le taux d’abstention fut de 14,56 % soit 225 voix, 3,46 % soit 46 voix ont effectué un vote blanc ou nul et enfin 96,52 % soit 1 274 voix se sont exprimées.

### Administration municipale
Le nombre d'habitants au dernier recensement étant compris entre 2 500 et 3 499, le nombre de membres du conseil municipal est de 23.

#### Liste des maires

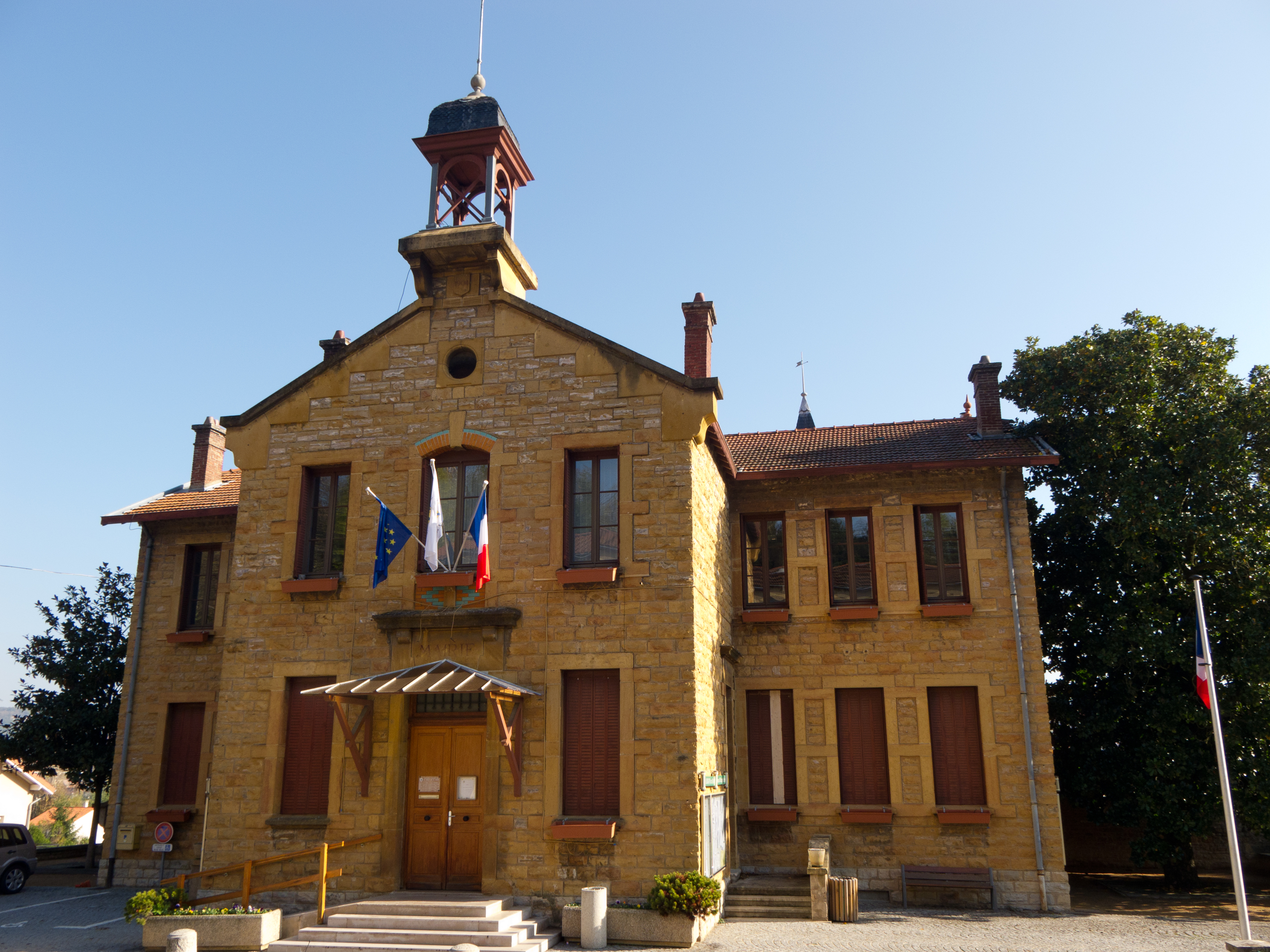
La mairie d'Albigny-sur-Saône.

### Intercommunalité
Albigny-sur-Saône fait partie du syndicat mixte Plaines Monts d'Or ainsi que du syndicat de communes Saône Mont d'Or.

### Jumelages
| Albigny Ringsheim |

Albigny-sur-Saône a développé des associations de jumelage avec :
- Ringsheim (Allemagne) depuis 1993[24].

## Population et société

### Démographie
Les habitants sont appelés les Albignolais.

#### Évolution démographique
L'évolution du nombre d'habitants est connue à travers les recensements de la population effectués dans la commune depuis 1793. Pour les communes de moins de 10 000 habitants, une enquête de recensement portant sur toute la population est réalisée tous les cinq ans, les populations de référence des années intermédiaires étant quant à elles estimées par interpolation ou extrapolation. Pour la commune, le premier recensement exhaustif entrant dans le cadre du nouveau dispositif a été réalisé en 2005.

En 2022, la commune comptait 3 013 habitants, en évolution de +6,35 % par rapport à 2016 (Rhône : +3,93 %, France hors Mayotte : +2,11 %).
| 1793 | 1800 | 1806 | 1821 | 1831 | 1836 | 1841 | 1846 | 1851 |
| ---- | ---- | ---- | ---- | ---- | ---- | ---- | ---- | ---- |
| 400  | 403  | 350  | 480  | 400  | 403  | 405  | 404  | 380  |

| 1856 | 1861 | 1866 | 1872 | 1876 | 1881  | 1886  | 1891  | 1896  |
| ---- | ---- | ---- | ---- | ---- | ----- | ----- | ----- | ----- |
| 400  | 839  | 910  | 822  | 898  | 1 003 | 1 075 | 1 124 | 1 205 |

| 1901  | 1906  | 1911  | 1921  | 1926  | 1931  | 1936  | 1946  | 1954  |
| ----- | ----- | ----- | ----- | ----- | ----- | ----- | ----- | ----- |
| 1 297 | 1 444 | 1 466 | 1 438 | 1 505 | 1 883 | 1 983 | 1 696 | 2 294 |

| 1962  | 1968  | 1975  | 1982  | 1990  | 1999  | 2005  | 2006  | 2010  |
| ----- | ----- | ----- | ----- | ----- | ----- | ----- | ----- | ----- |
| 2 607 | 2 506 | 2 405 | 2 653 | 2 836 | 2 673 | 2 763 | 2 726 | 2 743 |

| 2015  | 2020  | 2022  | - | - | - | - | - | - |
| ----- | ----- | ----- | - | - | - | - | - | - |
| 2 836 | 2 982 | 3 013 | - | - | - | - | - | - |

L'écart important entre la population de 1856 et celle de 1861 (plus du double) est à mettre en relation avec l'ouverture en 1860 du « dépôt de mendicité », future Maison de retraite.

#### Pyramide des âges
En 2018, le taux de personnes d'un âge inférieur à 30 ans s'élève à 31,8 %, soit en dessous de la moyenne départementale (40,2 %). À l'inverse, le taux de personnes d'âge supérieur à 60 ans est de 32,8 % la même année, alors qu'il est de 21,9 % au niveau départemental.
En 2018, la commune comptait 1 369 hommes pour 1 542 femmes, soit un taux de 52,97 % de femmes, légèrement supérieur au taux départemental (51,92 %).
Les pyramides des âges de la commune et du département s'établissent comme suit.
| Hommes | Classe d’âge | Femmes |
| ------ | ------------ | ------ |
| 3,2    | 90 ou +      | 7,5    |
| 10,2   | 75-89 ans    | 15,2   |
| 14,4   | 60-74 ans    | 14,6   |
| 19,3   | 45-59 ans    | 16,3   |
| 18,5   | 30-44 ans    | 16,9   |
| 16,5   | 15-29 ans    | 12,5   |
| 18,0   | 0-14 ans     | 17,2   |

| Hommes | Classe d’âge | Femmes |
| ------ | ------------ | ------ |
| 0,7    | 90 ou +      | 1,7    |
| 6,2    | 75-89 ans    | 8,4    |
| 13     | 60-74 ans    | 14,2   |
| 18,4   | 45-59 ans    | 17,7   |
| 20,3   | 30-44 ans    | 19,5   |
| 21,8   | 15-29 ans    | 21,1   |
| 19,6   | 0-14 ans     | 17,4   |

### Enseignement

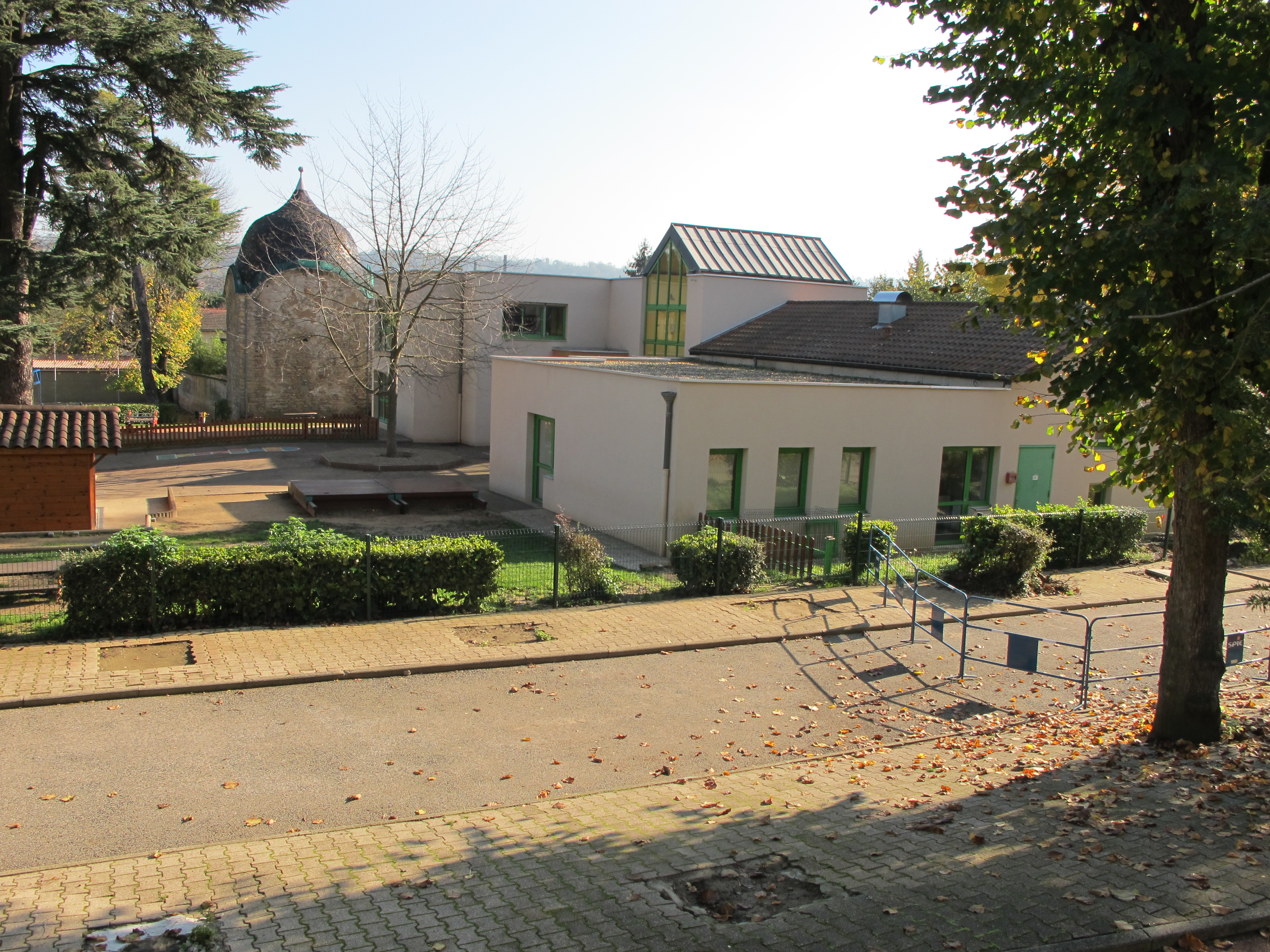
L'école élémentaire du groupe scolaire des Frères VOISIN

Albigny-sur-Saône est située dans l'académie de Lyon.
La ville administre une école maternelle et une école élémentaire communales, qui accueillaient 203 élèves à la rentrée 2009.

### Santé
En 2010, la commune accueille deux médecins, deux dentistes, deux masseurs-kinésithérapeutes, une orthophoniste, un cabinet de soins infirmiers et une pharmacie.

### Cadre de vie

#### Culture
La municipalité gère une bibliothèque qui propose des animations culturelles et dispose d'une salle polyvalente, « l’espace Henri-Saint-Pierre ».
En septembre 2011, la ville a inauguré une nouvelle « maison des associations » dans un ancien cloître rénové datant de 1860,.

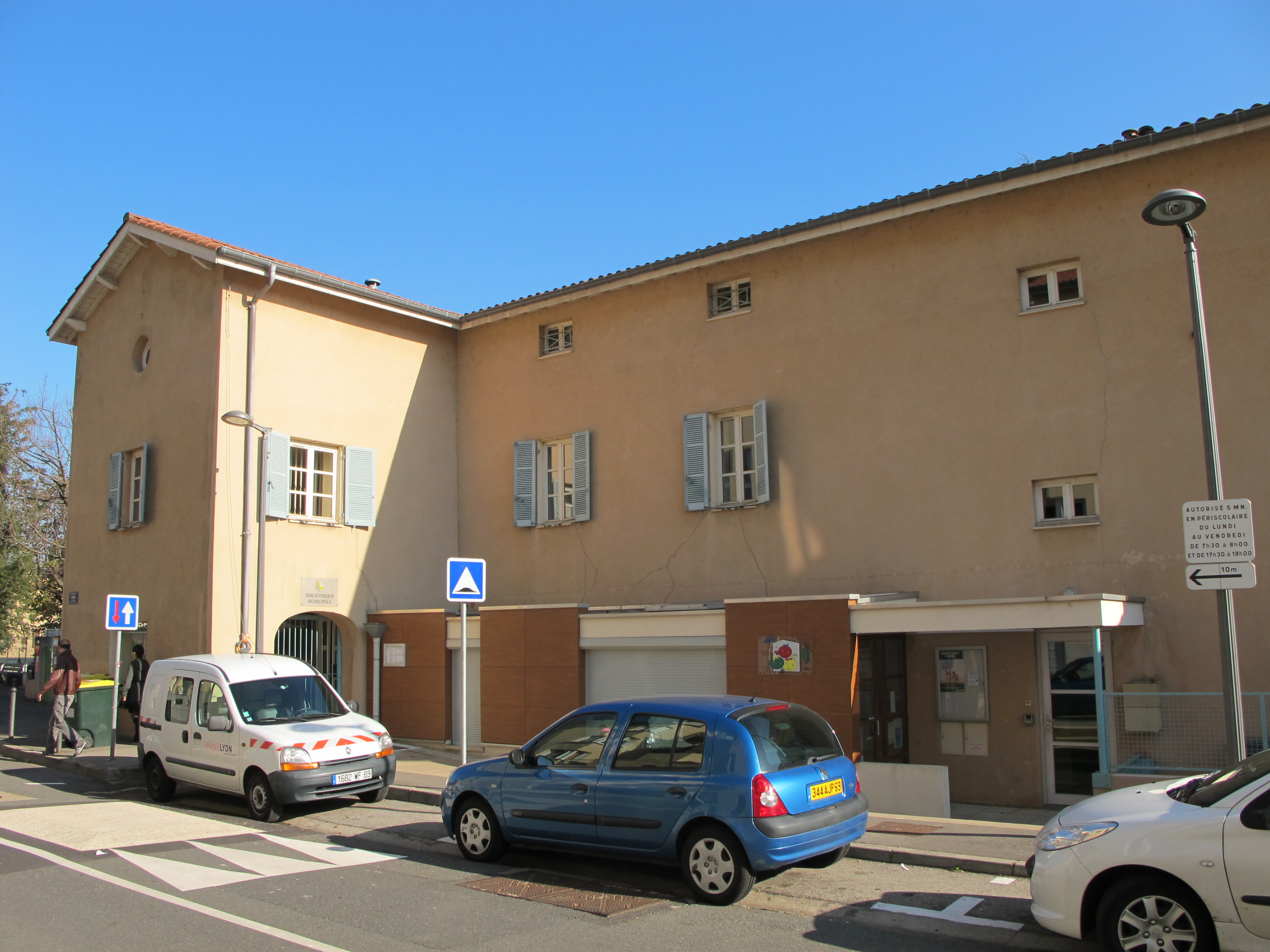
La bibliothèque municipale.
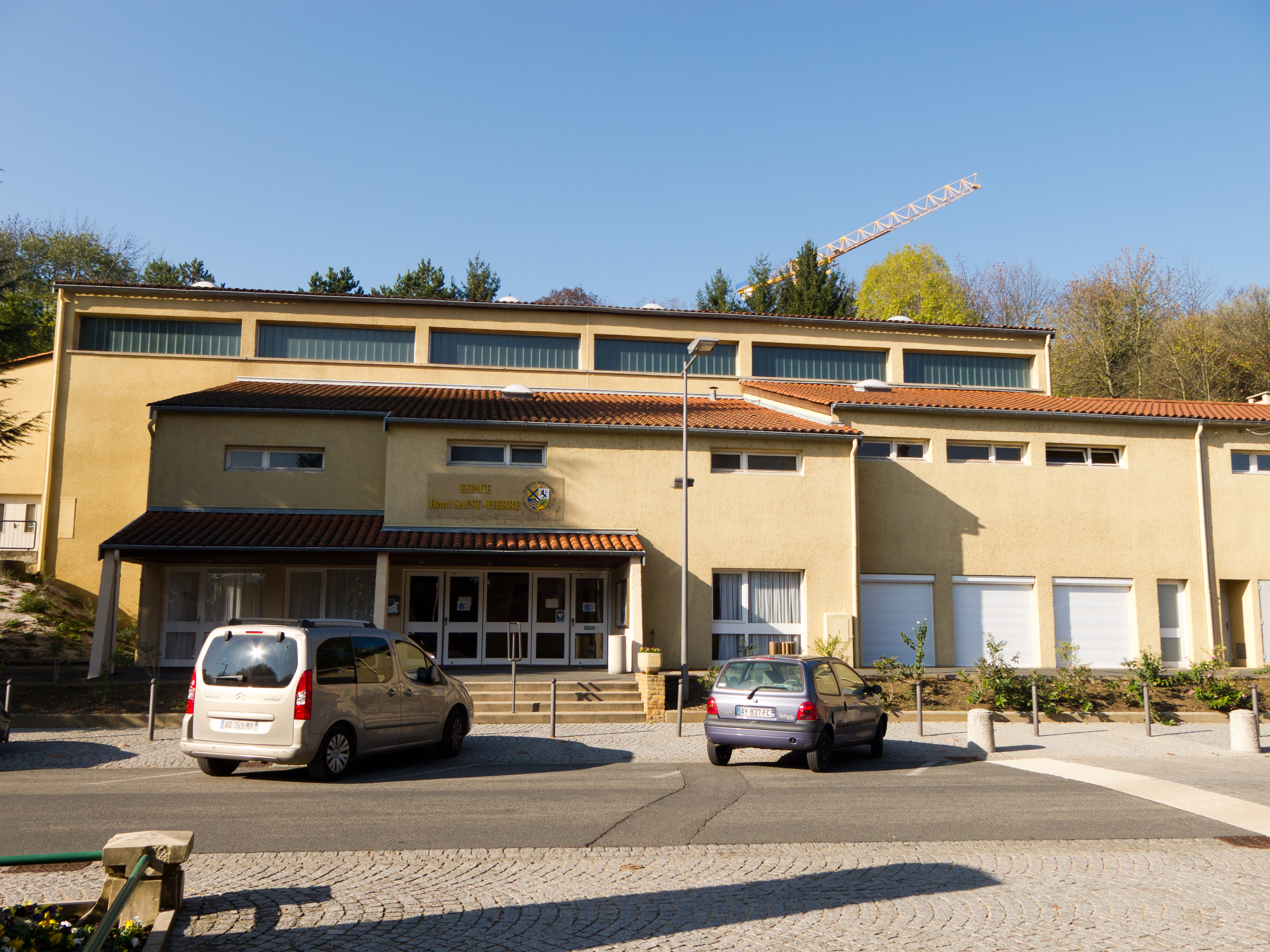
L'espace Henri-Saint-Pierre.
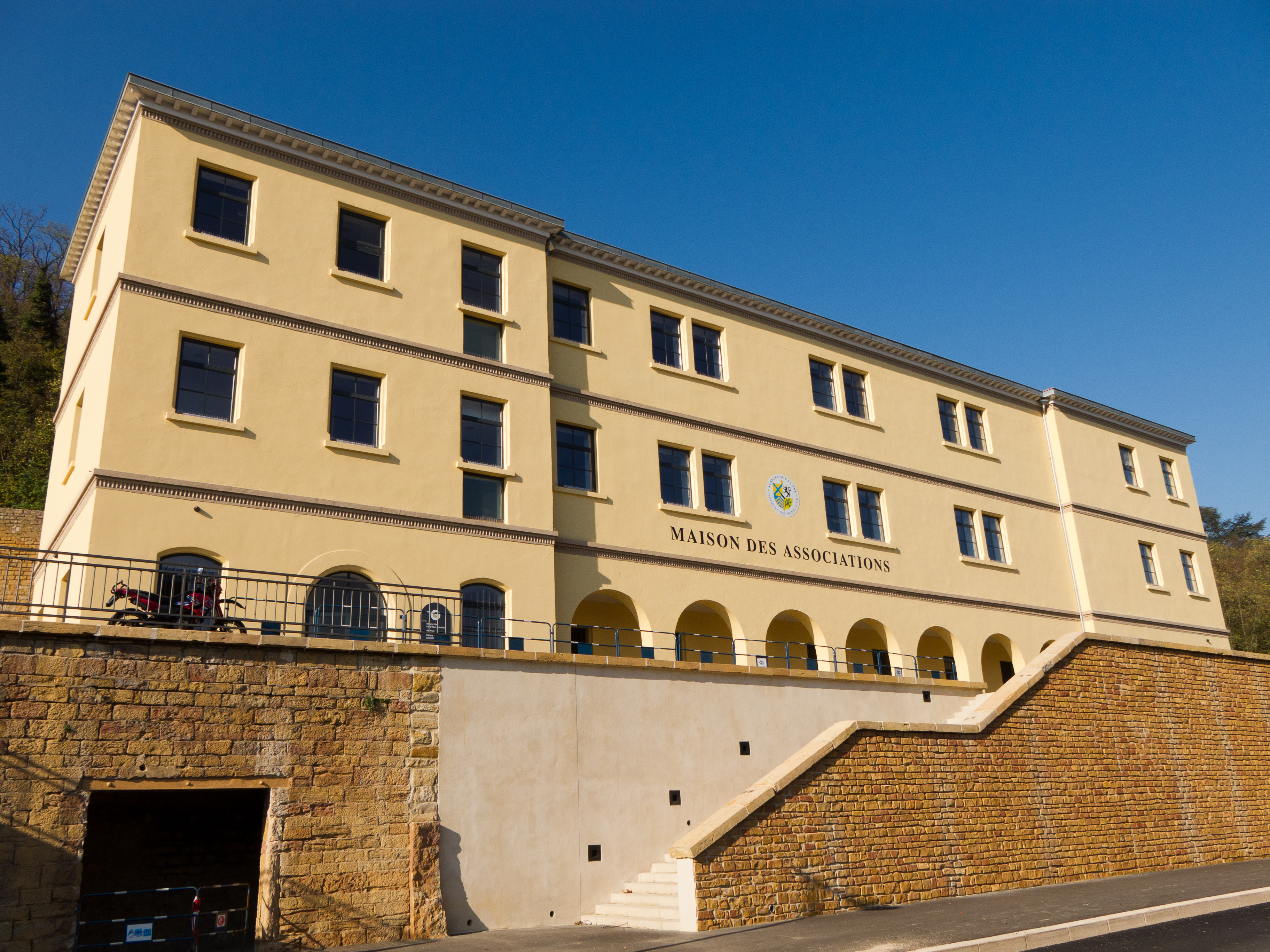
La maison des associations.

#### Cultes
La ville d’Albigny-sur-Saône fait partie de la paroisse catholique de Saint-Christophe-les-deux-rives de Neuville-sur-Saône, rattachée à l'archidiaconé du « Rhone-Vert » dépendant du diocèse de Lyon. Elle dispose de l’église de la Nativité-de-Notre-Dame.

## Économie

### Revenus de la population et fiscalité
Le revenu fiscal médian par ménage était en 2006 de 19 648 €, ce qui place Albigny-sur-Saône au 3 803e rang parmi les 30 687 communes de plus de 50 ménages en métropole.

### Tourisme
L'offre touristique comprend une halte fluviale publique dans le quartier de la Plaine, en bord de Saône qui permet aux plaisanciers de passage l'accès aux restaurants et aux parcs de la commune. À proximité, un port privé peut leur offrir refuge pour passer la nuit, pour faire le plein ou pour réparer une avarie avec l'aide d'un mécanicien. À proximité se trouve un site d'accrobranche, le City Aventure. La commune abrite également des circuits de randonnées pédestres et des chemins de petite randonnée, notamment au départ du Crêt d'Albigny.

## Culture locale et patrimoine

### Lieux et monuments

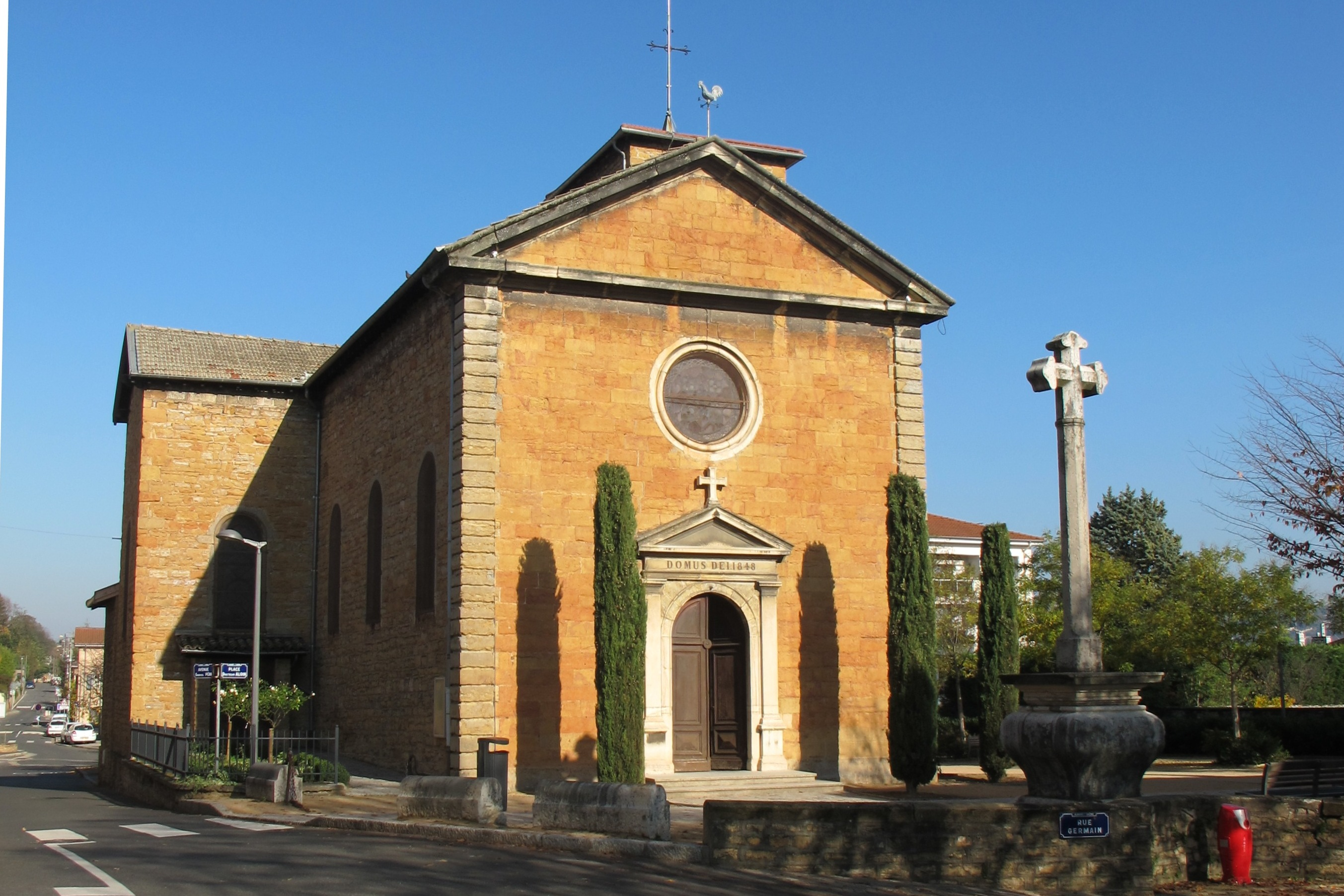
L'église de la Nativité-de-Notre-Dame d'Albigny-sur-Saône

- L’église paroissiale est située dans le centre de la commune.
- Le Vieux Château est une bâtisse composée d'un donjon carré édifié au XIIe siècle et d'une maison attenante, dominant le Val de Saône, axe naturel de circulation nord-sud menant à Lyon. Une analyse dendrochronologique effectuée en 1984 sur le bois de la charpente date le début de la construction à 1173 et la fin à 1183[43],[44]. À la Révolution le château, jusqu'alors propriété du clergé lyonnais, est vendu aux enchères comme bien national le 13 avril 1792. Il est racheté en 1830 par Jean Gandihon, qui le lèguera dans un mauvais état à la commune. Après de lourds travaux, l'école publique puis le garde champêtre y sont abrités. En 1905, le château est entièrement vidé et loué. En 1940, afin de faire face aux charges, la commune décide à nouveau de le vendre aux enchères mais il ne trouvera preneur qu'en 1942, quelques jours avant le 6 février 1942, date de son inscription à l'inventaire des monuments historiques[45]. Acquis par des particuliers successifs, il reste dès lors dans le domaine privé[46].
- La Maison l’Accueil, a appartenu à Jean de Sève, échevin et Prévôt des marchands de Lyon au XVIe siècle. Fin XVIIe  début du XVIIIe siècle Thomas de Boze, négociant en étoffes de soie et d'argent et trésorier de France en devient propriétaire. Il fait décorer la salle à manger de sept peintures murales représentant des épisodes de l'histoire d'Esther et d'Assuérus. Ces peintures de Daniel Sarrabat ont été classées à l'inventaire des monuments historiques en 1958[47],[48]. On peut voir, dans l’entrée, le moulage d’une inscription latine réalisé à partir de l’original conservé au musée d'archéologie nationale[49]. Cette inscription est considérée comme une fabrication du XVIe siècle[50].
- Maison d'Albon, qui daterait dans son état actuel de 1540 présente deux corps de bâtiment encadrant le porche surmonté des armes des d'Albon. Elle fut cédée en 1761 puis une nouvelle fois en 1800[Al. 4].

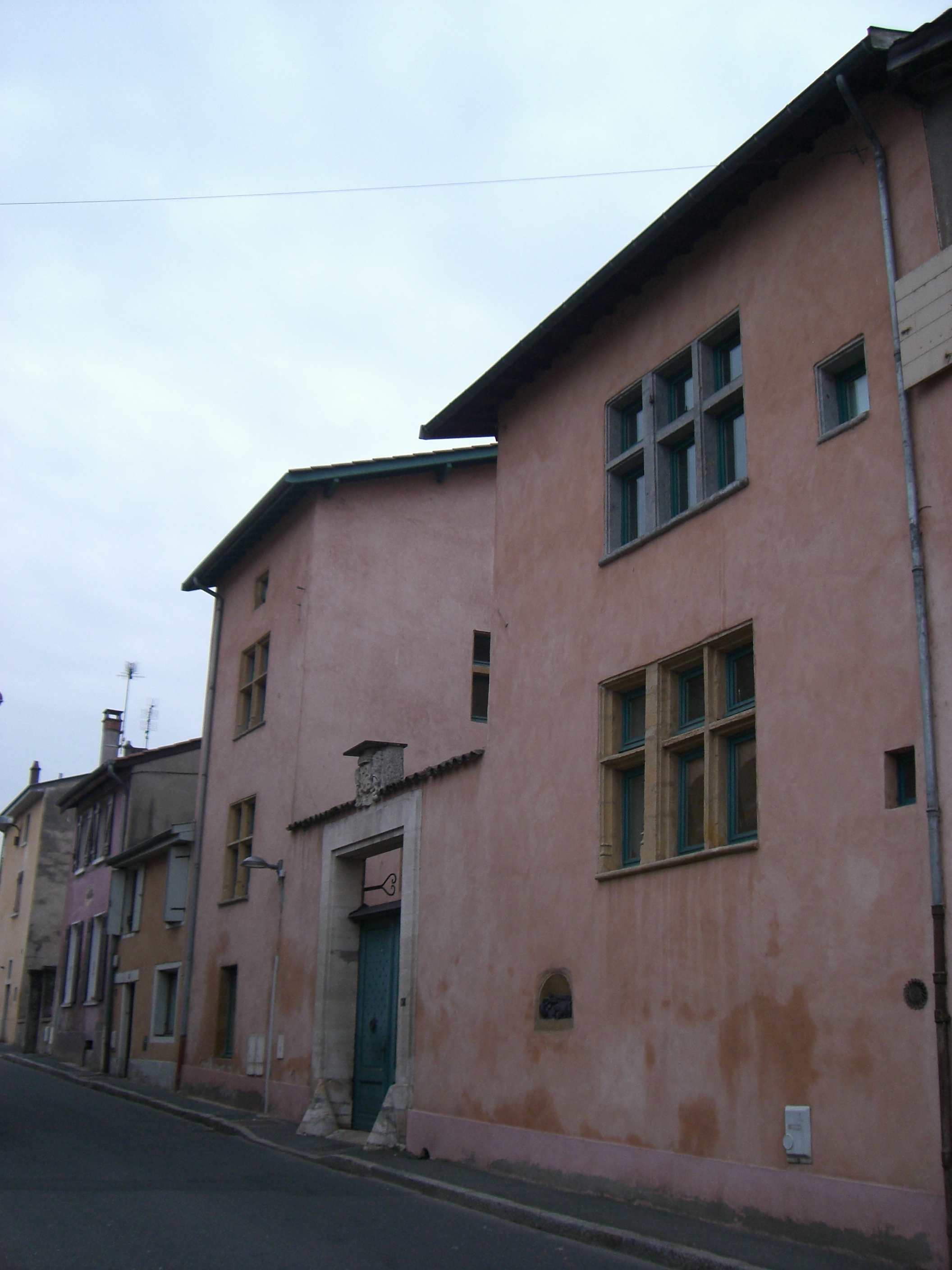
Maison d'Albon, vue générale
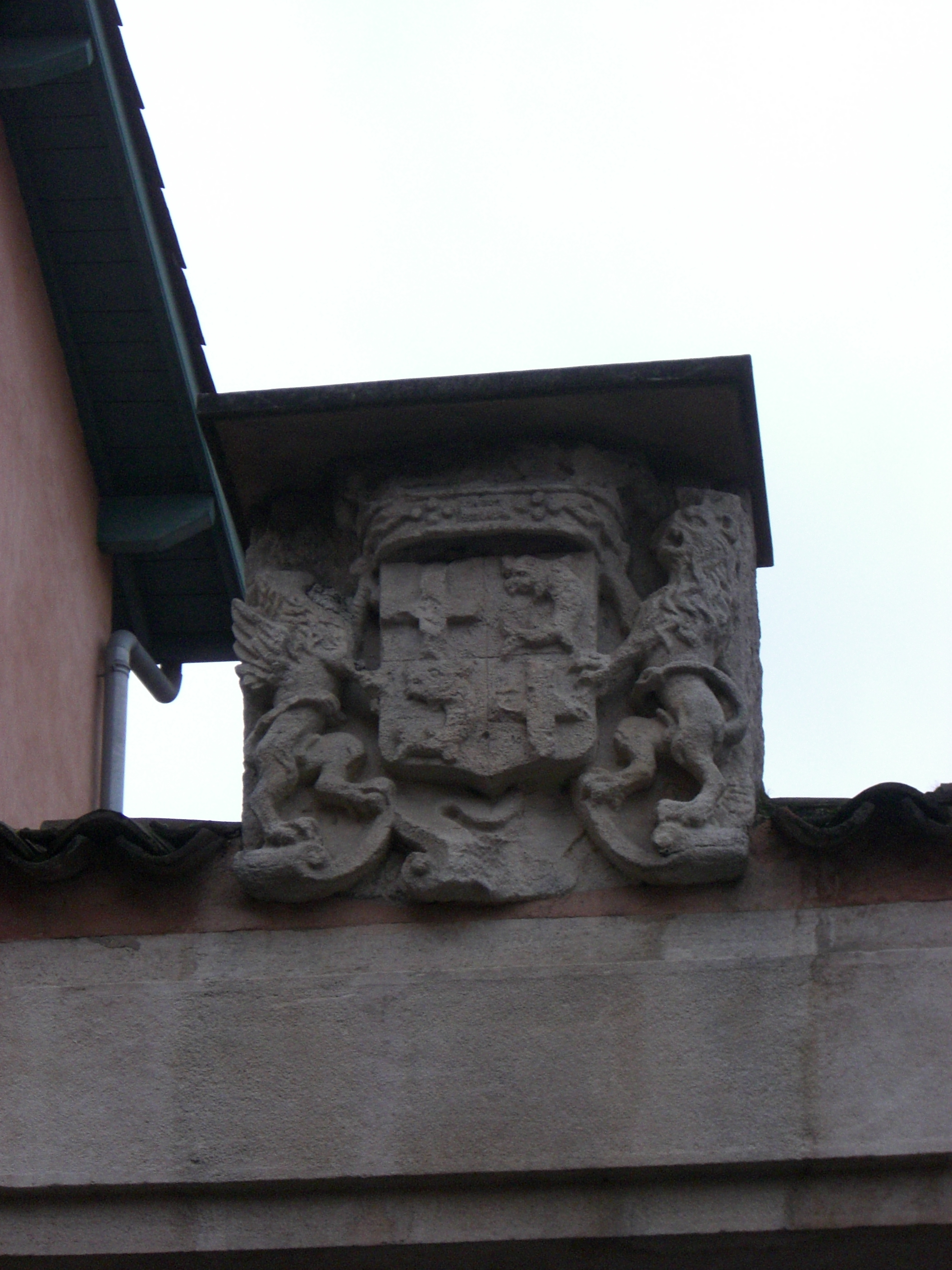
Maison d'Albon, détail du porche et des armes des d'Albon

- Maison Bel-Air date de la fin du XVe siècle ou du début du XVIe siècle[Al. 8].
- Maison l’Accueil est déjà mentionné au XVIe siècle[Al. 9].
- Les cabornes sont des cabanes en pierre sèche qui servaient d'abris pour les vignerons ou les animaux. Albigny en compte une quinzaine, dont seulement une ou deux sont encore debout[Al. 10].

### Personnalités liées à la commune

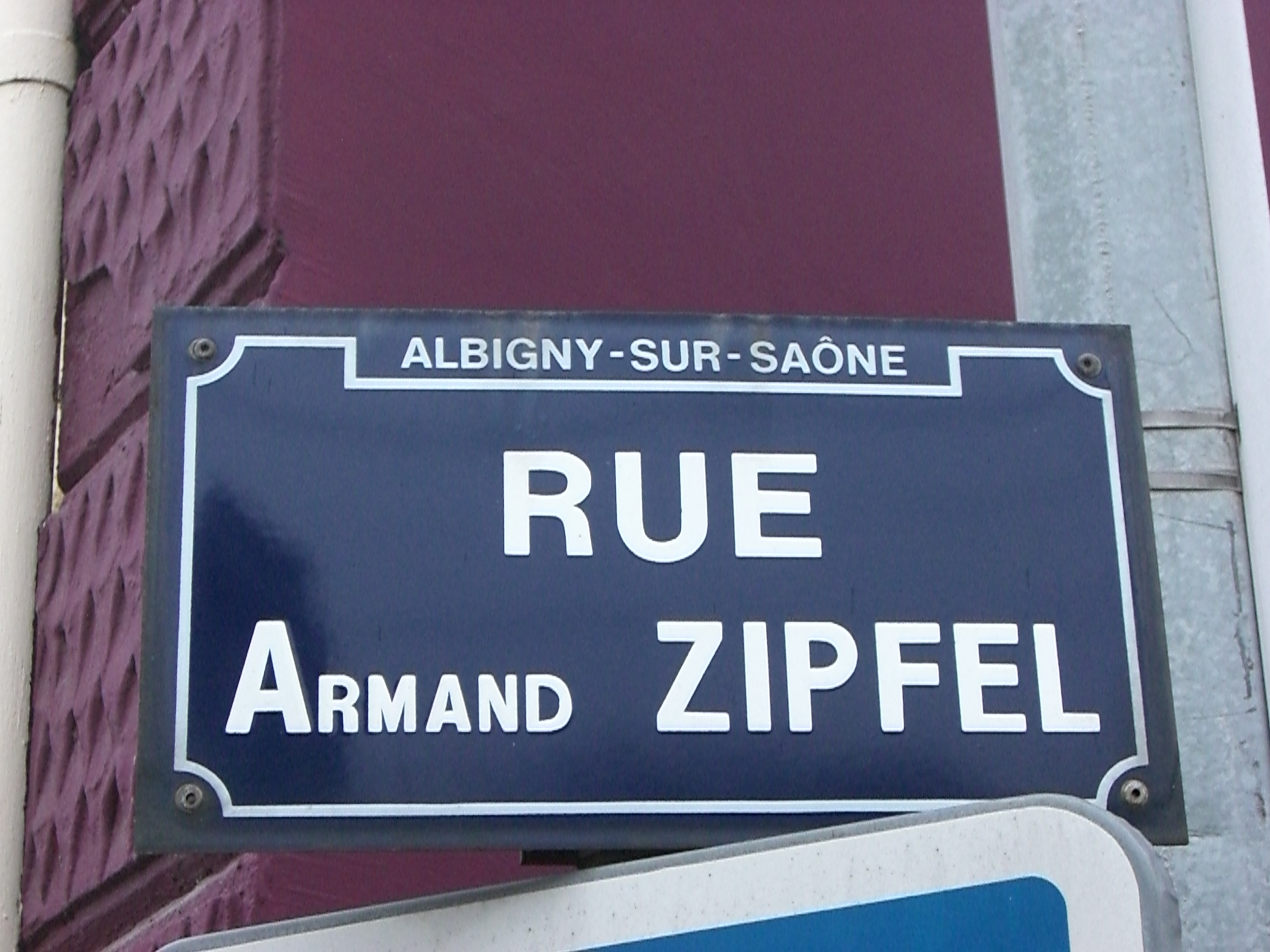
Rue Armand Zipfel

- Pierre Dupont (1821–1870) - Poète et chansonnier lyonnais, familier des bords de Saône et des Monts d'Or. Il aurait composé sa chanson La belle meunière en l'honneur de l'épouse d'un meunier d'Albigny[Al. 11].
- Claudius Chervin (1824–1896) - Instituteur à Albigny, il y inventa une méthode de rééducation des bègues, qu'il développa à Paris avant d'y fonder en 1867 l'Institution des bègues[51].
- Gabriel Voisin (1880–1973) - Avec son frère Charles, pionniers de l'aviation, ils firent à Albigny leurs premiers essais de cerfs-volants, ancêtres de leurs aéroplanes. Le groupe scolaire porte leur nom.
- Armand Zipfel (1883–1954) - Autre pionnier de l'aviation, résida longtemps à Albigny. Une rue lui est dédiée dans le quartier de la Plaine.

### Héraldique
Les armes actuelles d’Albigny-sur-Saône ont été adoptées au cours de la IIIe République et sont celles de la famille de la Barge dont la mention la plus ancienne date de 1536. Elles remplacent les armes antérieures qui ne sont plus utilisées, celle des chanoines-comtes d'Ainay.
| Armes actuelles d’Albigny-sur-Saône | Elles peuvent se blasonner ainsi aujourd’hui : écartelé : au premier d'or à la croix en sautoir d'azur, au second d'argent au lion de sable, au troisième d'azur aux trois chevrons d'or, au quatrième d'or à un chollet de sinople, sur le tout d'argent à la bande de sable |

Elle succèdent aux armoiries initiales :
| Anciennes armes | Elles peuvent se blasonner ainsi : De gueules à la tour d'argent couverte d'or sur une roche du même, soutenues d'un griffon aussi d'or et d'un lion d'argent couronné d'or à une onde de sinople en pointe |

La tour est celle du donjon du Vieux-Châteaux, d'argent, couleur blanche en héraldique en référence à l'étymologie du mot Albigny (albinus, blanc en latin), la roche d’or à la couleur des pierres des Monts-d'Or, l’onde de sinople aux eaux vertes de la Saône, le griffon et le lion à la suzeraineté du chapitre et le Comté de Lyon.

## Pour approfondir